# Ocho Elvis
Ocho Elvis es una serigrafía del año 1963 realizada por el artista de pop estadounidense Andy Warhol. En el año 2008 fue vendida por 100 millones de dólares a un comprador privado, por lo que la pintura se convirtió en la obra más valiosa hasta el momento de Andy Warhol. El propietario actual y la ubicación de la pintura -la que no ha sido visto públicamente desde la década de 1960- es desconocido.

## Antecedentes
Ocho Elvis está compuesta de ocho imágenes idénticas, que se solapan de Elvis Presley en atuendo de vaquero, seriegrafiadas sobre un fondo de plata. La pintura fue originariamente una porción de una pieza de 11 metros por mucho tiempo, que contenía dieciséis copias de Elvis, y estuvo exhibida en una exposición en la Ferus Galería en Los Ángeles el año 1963. La segunda exposición de Warhol en la Ferus, contuvo muchas otras piezas que utilizaban la misma imagen de Elvis, así como una serie de fotografías del rostro de Elizabeth Taylor. Las imágenes de Elvis estuvieron tomadas de una publicidad promocional de la película Estrella de Fuego Cuando se desmanteló la galería, la sección con ocho imágenes de Elvis se convirtió en una pieza distinta, midiendo 200 x 370 cm. Mientras que Warhol creó 22 versiones de la pintura con dos Elvis, conocida como Elvis Doble (Ferus Type), únicamente creó una pieza con el tituló Ocho Elvis.
El cuadro fue adquirido por el coleccionista italiano Annibale Berlinghieri hacia finales de la década de 1960, y no ha sido visto públicamente desde entonces.

## Venta en 2008
En el año 2008 Ocho Elvis fue vendida en una venta privada por 100 millones de dólares para un coleccionista no identificado. La noticia de la venta, que no fue anunciada públicamente en su momento, fue dada por la escritora de arte Sarah Thornton y publicada en The Economist The Economist a finales del 2009. El trato fue negociado por Philippe Ségalot, un comerciante de arte de Nueva York y un jefe del departamento de arte contemporáneo de la casa de subastas Christie's. La venta consiguió que Ocho Elvis fuera una de las pinturas más caras nunca vendidas, y colocó a Warhol en el quinto artista, detrás de Pablo Picasso, Gustav Klimt, Jackson Pollock y Willem de Kooning en tener una pintura vendida por al menos 100 millones de dólares. La ubicación actual de la pintura es desconocida.
Otra pintura a partir de 1963, Silver Car Crash (Double Disaster), rompió el registro de tasación para una obra de Warhol cuándo fue vendida en 105 millones de dólares en una subasta el mes de noviembre de 2013., aunque en la lista de obras más vendidas de Warhol aparezca todavía por debajo de Ocho Elvis cuyo precio ajustado a la inflación ha llegado a los US$111 millones vs los US$108, también ajustados,  de Double Disaster,